# (7572) Znokai
(7572) Znokai (1989 SF) – planetoida z grupy pasa głównego asteroid okrążająca Słońce w ciągu 3,17 lat w średniej odległości 2,16 j.a. Odkryta 23 września 1989 roku.